# Subaru Pleo
O Subaru Pleo é um compacto kei car fabricado pela Subaru. Foi fabricado para ser vendido apenas no Japão, mas atualmente é exportado para os Estados Unidos. Foi lançado no Japão em 9 de outubro de 1998, substituindo o Subaru Vivio.
Esse modelo de veículo é equipado com transmissão continuamente variável (Câmbio CVT).